# Iberolacerta aurelioi
Iberolacerta aurelioi är en ödleart som beskrevs av  Oscar Arribas 1994. Iberolacerta aurelioi ingår i släktet Iberolacerta och familjen lacertider. Inga underarter finns listade i Catalogue of Life. Artepitet i det vetenskapliga namnet hedrar Aurelio Arribas som var far till personen som beskrev arten.
Denna ödla är endast känd från en liten region i Pyrenéerna där Andorra, Frankrike och Spanien möts. Den lever mellan 2100 och 2950 meter över havet. Exemplaren vistas i klippiga regioner med glest fördelad växtlighet. Honor lägger ägg.
Beståndet hotas av intensivt bruk av betesmarker och av nya skidanläggningar. Ifall vattenmagasin etableras minskar utbredningsområdet. Det är inte mycket större än 500 km². IUCN kategoriserar arten globalt som starkt hotad.